# Euphrasia ajanensis
Euphrasia ajanensis är en snyltrotsväxtart som beskrevs av Voroshilov. Euphrasia ajanensis ingår i släktet ögontröster, och familjen snyltrotsväxter. Inga underarter finns listade i Catalogue of Life.